# 貝爾峰
85°22′S 164°14′W / 85.367°S 164.233°W
貝爾峰，是南極洲的山峰，位於阿蒙森海岸，處於薩金特冰川西南面，海拔高度1,620米，在1911年由挪威探險家羅爾德·阿蒙森發現，現時由南極條約體系管理。